# HCL Notes
HCL Notes (ранее IBM Notes/Domino, старое название — Lotus Notes) — программный продукт, платформа для автоматизации совместной деятельности рабочих групп (Groupware), содержащий в себе средства электронной почты, персональных и групповых электронных календарей, службы мгновенных сообщений и среду исполнения приложений делового взаимодействия.
Впервые продукт выпущен в 1989 году американской компанией Lotus Development, которая в 1995 году была поглощена корпорацией IBM.
Начиная с версии 9.0.0, компания IBM произвела ребрендинг платформы IBM Lotus Notes/Domino, изменив логотип системы и исключив из названия термин «Lotus» и оставив название IBM Domino.
С 1 июля 2019 года все права были переданы компании HCL Software[en].

## Описание

### Терминология
С 2013 года полное официальное наименование продукта: IBM Notes and Domino Social Edition.
Ранее: IBM Lotus Notes/Domino.
Компания IBM с 1996 года использует следующую терминологию:
- Notes — программное обеспечение клиентской рабочей станции.
- Domino — программное обеспечение сервера.

До версии 4.5 включительно название «Domino» использовалось для отдельного приложения, добавлявшего серверу Notes функциональность веб-сервера. С выходом в 1996 году версии 4.6 функциональность веб-сервера была включена в поставку сервера Notes. Сервер изменил название — вместо «сервер Notes» стал называться «сервер Domino».
Клиентская часть IBM Notes состоит из трёх частей:
- Notes Client — рабочее место пользователя
- Domino Designer — рабочее место разработчика приложений IBM Notes (программиста)
- Domino Administrator — рабочее место системного администратора IBM Notes.

Рабочее место пользователя поставляется в двух вариантах:
- IBM Notes Client Standard — полная версия клиента IBM Notes на базе Eclipse с поддержкой технологий Composite Applications и XPages.
- IBM Notes Client Basic — «традиционная» версия клиента IBM Notes с минимальными системными требованиями.

### Основные функции
Основные функции, входящие в базовую поставку IBM Notes/Domino версии 9 (при использовании IBM Notes Client типа Standard):
- среда исполнения приложений автоматизации групповой деятельности (программный код исполняется на клиенте, сервере и в web-браузере)
- криптозащита (шифрование и электронная подпись)
- клиент электронной почты
- почтовый сервер
- персональный и групповой календари, планировщик задач
- набор офисных приложений IBM Lotus Symphony (текстовый редактор, электронные таблицы, подготовка презентаций — только в версиях 8.0 и 8.5)
- клиент среды обмена мгновенными сообщениями (Instant messenger) IBM Sametime (сервер IBM Sametime является самостоятельным продуктом)
- встроенный веб-сервер
- встроенный веб-браузер (не поддерживает современные стандарты, для просмотра веб-страниц рекомендуется использовать внешние приложения)
- сервер каталогов LDAP
- сервер приложений IBM Notes
- репликация — синхронизация между дистанционно удалёнными экземплярами баз данных
- службы интеграции данных DECS (Domino Enterprise connection services)
- средство хранения вложенных файлов вне баз данных DAOS (Domino attachment and object services)
- средства администрирования и мониторинга серверов IBM Domino
- поддержка удалённой отладки серверных приложений IBM Domino

### Особенности
1. Кроссплатформенность.
Значимой особенностью является кроссплатформенность IBM Notes. Текущая версия сертифицирована IBM для работы со следующими операционными системами:
  - сервер IBM Domino — Windows (32- и 64-битный), Linux (Red Hat Linux, SuSE Linux), Solaris, i5/OS (OS/400), AIX, z/OS (OS/390)
  - клиент IBM Notes — Windows (32- и 64-битный), Mac OS X, Linux
2. Масштабируемость
Вертикальная масштабируемость обеспечивается следующими возможностями:
  - Увеличение производительности аппаратной платформы, на которой установлен сервер.
  - Достаточно простая замена аппаратной и даже программной платформы (операционной системы) сервера на более производительную. Перенос данных может быть осуществлён даже обычным копированием.

Горизонтальная масштабируемость обеспечивается следующими возможностями:
  - Распределение нагрузки достигается путём распределения по разным серверам IBM Domino клиентов, приложений и функций (задач сервера Domino). Перераспределить нагрузку сравнительно просто на уже работающей инфраструктуре сети IBM Domino, запуская и останавливая задачи сервера Domino или назначая «домашние» сервера пользователям и перенося приложения с сервера на сервер прямо на работающих серверах.
  - Кластеризация серверов IBM Domino. Организация и переконфигурация кластеров Domino возможна на работающей инфраструктуре серверов Domino (для включения сервера в кластер даже не требуется его перезагрузка).
3. Репликация
4. Быстрая разработка (RAD) и развёртывание приложений.
Среда разработки приложений Domino Designer предоставляет разработчикам развитые базовые сервисы для разработки документоориентированных приложений.
Программный код и визуальные формы приложений физически хранятся в базах данных, в которых они используются и выполняются. При внесении изменений в программный код или форму изменения становятся доступны всем пользователям и серверам, получающим доступ к базе данных, в которой хранятся изменённые код или форма. На другие сервера изменения поступают посредством репликации при первом же сеансе.
5. Автономное выполнение приложений
Клиент IBM Notes позволяет локально (на компьютере пользователя) хранить базы данных IBM Notes, реплицировать их с сервером Domino, работать с локальными базами данных при отсутствии подключения к серверу Domino, исполнять программный код сервера в локальных базах данных.
Данная функциональность поддерживает полнофункциональную работу пользователя в отключенном от сервера состоянии (например, на ноутбуке). Изменения на локальном (для пользователя) компьютере и на сервере взаимно синхронизируются посредством репликации.
6. Инфраструктура управления открытыми ключами (PKI)
Криптофункции с использованием открытых ключей — шифрование и электронная цифровая подпись — являются базовыми сервисами ядра IBM Notes. Каждый пользователь системы при регистрации получает пару ключей: открытый ключ хранится в общей (публичной) адресной книге и доступен (для считывания) пользователям с сервера, а секретный ключ хранится в идентификационном файле пользователя локально[2].
  - Электронная цифровая подпись используется при аутентификации сервером пользователя и/или сервера, при определении уровня доверия выполняемому коду, при проверке достоверности почтовых сообщений, документов (записей в БД) и отдельных полей.
  - Шифрование применяется для почтовых сообщений, целиком баз данных, отдельных документов (записей в БД), отдельных полей и сетевого трафика между двумя серверами IBM Domino, а также между сервером и клиентом IBM Notes.

### Текущие версии
В настоящее время IBM Software поддерживает и развивает следующие версии продуктов IBM Notes/Domino:
| версия            | 8.5.3     | 8.5.3        | 9.0.1         | 9.0.1          | 10         | 10                | 11         | 11         | 12         | 12         |
| Продукт           | релиз     | дата         | релиз         | дата           | релиз      | дата              | релиз      | дата       | релиз      | дата       |
| ----------------- | --------- | ------------ | ------------- | -------------- | ---------- | ----------------- | ---------- | ---------- | ---------- | ---------- |
| IBM Notes Client  | 8.5.3 FP6 | декабрь 2014 | 9.0.1 FP10IF3 | 30 апреля 2018 | -          | -                 | -          | -          | -          | -          |
| IBM Domino Server | 8.5.3 FP6 | декабрь 2014 | 9.0.1 FP8     | 7 марта 2017   | -          | -                 | -          | -          | -          | -          |
| HCL Notes         | -         | -            | -             | -              | 10.0.1 FP8 | 17.07.2022        | 11.0.1 FP6 | 09.09.2022 | 12.0.2 FP2 | 01.08.2023 |
| HCL Domino        | -         | -            | -             | -              | 10.0.1 FP8 | 17;ll;;;;.07.2022 | 11.0.1 FP6 | 09.09.2022 | 12.0.2 FP2 | 01.08.2023 |

## Технические возможности

### Разработка приложений
IBM Domino Designer — интегрированная среда разработки. Позволяет разрабатывать приложения, исполняемые как в среде Notes Client, так и с помощью тонкого клиента (браузера). Начиная с версии 8.5.1 интегрированная среда разработки Domino Designer исполняется в среде Eclipse.

### Системное администрирование
IBM Domino Administrator — среда управления серверами IBM Domino, параметрами и мониторингом серверов IBM Domino.

### Поддерживаемые технологии
В базовой поставке клиента IBM Notes Standard и сервера IBM Domino версии 8.5.2 поддерживаются следующие технологии:
Электронная почта
- почта IBM Notes
- SMTP
- POP3
- IMAP
- MIME
- DNSBL (борьба со спамом)

Instant messenger
- встроенный клиент (IBM Sametime)

Чтение новостей
- RSS
- Usenet (NNTP)

Полнотекстовый поиск
База данных
- Объектно-ориентированная СУБД
- Технология «клиент-сервер»
- Формат базы данных: объектная БД NSF, комбинированная NSFDB2

Сервер
- Кластер (группа компьютеров)
- Разделы серверов (partitioned servers) — возможность установки на один аппаратный сервер нескольких серверов IBM Domino
- SMP
- Passthru — сквозное подключение («прокси» по протоколу NotesRPC)

Клиент
- поддержка работы offline — для электронной почты, календаря и приложений IBM Notes (синхронизация выполняется при подключении к серверу)
- Тонкий клиент (HTTP и HTTPS), включая iNotes (расширение функций браузера и MS Outlook для работы с приложениями IBM Notes/Domino)
- Мобильный клиент — клиент для PDA и смартфонов на базе Windows Mobile, Nokia Symbian и Apple iPhone, iPad и iPod touch (IBM Traveller)
- Eclipse (только для клиента Standart)

Офисный пакет
- обработка документов в формате OpenDocument (IBM Lotus Symphony)

Аутентификация
- LDAP
- en:SPNEGO — автоматическая аутентификация (без ввода имени пользователя и пароля) для Web-клиентов IBM Domino в домене Windows
- Роуминг — синхронизация рабочей среды пользователя для клиента IBM Notes на каждой рабочей станции, с которой пользователь вошёл в сеть IBM Notes

Криптозащита (Шифрование и Электронная цифровая подпись)
- X.509
- SSL
- S/MIME

Сетевые протоколы
- TCP/IP — по умолчанию IBM Notes использует порт TCP 1352 (возможно переопределение порта и использование нескольких серверов IBM Domino на одном IP адресе на разных портах)
- IPX/SPX
- NetBIOS
- X.PC — прямое модемное подключение (без использования сетевых функций операционной системы)

Репликация
- репликация сервер-сервер
- репликация клиент-сервер

Языки программирования
- @-формулы
- Lotus Script
- Java
- JavaScript

Интеграция с СУБД и иными приложениями (по данным и программным вызовам)
- CORBA
- COM
- XML
- ODBC
- DDE
- OLE

## Расширение функциональности

### Сопутствующие программы
- IBM Lotus Enterprise Integrator — интеграционный сервер, обеспечение для приложений Lotus Notes/Domino подключения и синхронизации с СУБД Microsoft SQL Server, Oracle Database, Sybase SQL Server
- IBM Lotus Quickr
- IBM Sametime — сервер универсальных коммуникаций (экспресс сообщения, аудио и видеоконференции, IP телефония, шлюзы в иные системы универсальных коммуникаций).
- IBM Protector for Mail Security[7] — защита почтового трафика IBM Notes от спама и вирусов
- IBM Lotus Mobile Bonus Pack[8]

#### Остановленные проекты
- IBM Lotus Domino.Fax — развитие прекращено с целью устранения конкуренции с продуктами партнёров.
- IBM Lotus QuickPlace — функциональность унаследована в продукте Quickr; название изменено из-за глобального расширения функциональности и изменения в позиционировании продукта.
- IBM Lotus Domino Document Manager (ранее Lotus Domino.Doc) — в феврале 2009 объявлено о прекращении разработки продукта[9], клиентам предложена миграция на IBM Lotus Quickr в связке с одним из двух продуктов: IBM Content Manager Collaboration Edition или IBM FileNet Content Manager Collaboration Edition[10].

### Продукты третьих фирм

#### Антивирусы
- Антивирус Trend Micro ScanMail для Lotus Domino[11]
- Антивирус BCC_MailProtect для IBM Lotus Domino
- Антивирус Касперского для Lotus Domino[12]
- Антивирус Dr. Web для IBM Lotus Domino.
- Антивирус ESET Mail Security for IBM Lotus Domino

#### Антиспам
- SpamSentinel от MayFlower software[13]
- Спам-фильтр в составе антивируса BCC_MailProtect для IBM Domino
- Спам-фильтр в составе антивируса Dr. Web для IBM Domino
- Спам-фильтр iTs-ASpam[14]
- LotusAntispam — эффективная борьба со спамом[15]
- Спам-фильтр BlackList-DNS от Яндекс Спамоборона

#### Управление инфраструктурой
- Teamstudio Unplugged — интеграция с мобильными устройствами
- BCC_AdminTool — управление пользователями IBM Domino
- BCC_ClientGenie — средство для управления настройками IBM Notes

#### Вывод приложений в Веб
- XPages Dynamic - быстрый вывод приложений Domino в Веб без программирования[16].

## История

### Версии
| Номер версии | Дата выпуска  | Поддерживаемые ОС                                             | Поддерживаемые ОС | Особенности, добавленная функциональность |
| Номер версии | Дата выпуска  | клиент                                                        | сервер | Особенности, добавленная функциональность |
| ------------ | ------------- | ------------------------------------------------------------- | --- | --- |
| 1.0          | 1989          | - DOS - OS/2                                                  | - DOS - OS/2 | - Система электронная почта - Репликация - Гипертекстовые ссылки - Возможность создания собственных приложений - Встроенный язык макрокоманд (@-formulas) - Шифрование, подпись и аутентификация с использованием криптоалгоритма RSA - Управление доступом к данным посредством ACL - Поддержка коммутируемого доступа - Встроенная справка |
| 1.1          | 1990          | - Windows 3.0 - DOS - OS/2                                    | - DOS - OS/2 - Novell NetWare | - Кроссплатформенность приложений Notes |
| 2.0          | 1991          |                                                               | | - Масштабируемость до 10 тыс. пользователей - Поддержка форматированного текста (RTF) - Си-API |
| 3.0          | май 1993      | - Windows 3.11 - Mac OS - OS/2                                | - OS/2 - Novell NetWare - Windows 3.11 | - Полнотекстовый поиск - Иерархические уникальные имена пользователей (DN, Distinguished Name) - Выборочная репликация |
| 4.0          | январь 1996   | - Windows 95 - Windows NT (x86 и Alpha) - Windows 3.11 - OS/2 | - OS/2 - Novell NetWare - Windows NT (x86 и Alpha) - Solaris (SPARC и x86) - SCO UNIX - HP-UX                                                   | - Новый интегрированный язык разработки — Lotus Script - Встроенный шлюз интернет-почты (SMTP-сервер) - Шифрование сетевого трафика NotesRPC (?) - «Сквозной» (pass-thru) доступ к серверам Domino через другие (доверенные) сервера Domino - Шифрование локальных реплик баз данных (в том числе почты) - ACL документа (отдельной записи в БД) - Централизованный доступ к HTTP (через сервер Domino — InterNotes) |
| 4.5          | декабрь 1996  |                                                               | | - Персональный и групповой календарь-планировщик - Поддержка SMTP/MIME - Доступ к почтовым ящикам через POP3 - Поддержка кластеров серверов Domino - Встроенный веб-браузер - Windows NT single logon - Проверка подписи программного кода (ECL, execution control list) |
| 4.6          | май 1997      |                                                               | | - Встроенный веб-сервер |
| 5.0          | январь 1999   | - Windows - Mac OS                                            | | - Клиент интернет-почты (POP3 и IMAP) и Usenet (NNTP) - Доступ к каталогам LDAP - Интегрированные SMTP-, POP3-, IMAP-, NNTP- и LDAP-серверы - Поддержка COM+ (5.02b) - Снятие ограничения на длину ключа шифрования (5.04) |
| 6.0          | октябрь 2002  |                                                               | | - Сжатие сетевого трафика NotesRPC - Антиспам (DNSBL) - Журналирование электронной почты - Хостинг серверов Domino |
| 6.5          | сентябрь 2003 |                                                               | | - Интегрированный IM-клиент Sametime |
| 7.0          | август 2005   | - Windows - Mac OS X - Linux (7.01)                           | - Windows 2003 (32 & 64 bit) - SuSE Linux (32- & 64-bit) - Red Hat Linux (64-bit) - Solaris - AIX - i5/OS                                       | - Возможность использования DB2 в качестве базы данных (7.01) - Поддержка RSS (сервер и клиент) (7.02) - Поддержка формата iCalendar |
| 8.0          | август 2007   | - Windows - Linux                                             | - Windows 2003 (32- & 64-bit) - SuSE Linux (32- & 64-bit) - Red Hat Linux (32- & 64-bit) - AIX - Solaris                                        | - Встроенные средства для работы с документами в формате OpenDocument (IBM Productivity Tools) - Создание SOA-приложений (composite applications) - Отзыв отправленной и доставленной почты (message recall) - 64-битная версия Domino для Windows Server x64 (8.0.1) - Экспорт в PDF (8.0.1) |
| 8.5          | январь 2009   | - Windows - Linux - Mac OS X 10.5                             | - Windows 2008 (32- & 64-bit) - SuSE Linux (32- & 64-bit) - Red Hat Linux (32- & 64-bit) - Linux on IBM System z - AIX (32- & 64-bit) - Solaris | - Сжатие «на лету» записей БД (документов и/или элементов дизайна) - Domino Configuration Tuner (DCT) — «визард» администратора Lotus Notes/Domino - Стили приложений (баз данных) Notes - ID vault — централизованное управление учётной информацией пользователей - DAOS — хранение вложенных файлов вне базы данных (включая хранение тиражируемых вложений только в одном экземпляре) - en:XPages — Веб 2.0-приложения (на базе библиотеки Dojo): - для тонкого клиента (веб-клиента) (8.5.0) - для полнофункционального клиента Notes (8.5.1) - en:SPNEGO — аутентификация для веб-клиентов Lotus Domino в домене Windows (8.5.1) |
| 9.0          | март 2013     | - Windows - Linux - Mac OS X 10.5                             | - Windows 2008 (32- & 64-bit) - SuSE Linux (32- & 64-bit) - Red Hat Linux (32- & 64-bit) - Linux on IBM System z                                | - улучшения IBM iNotes — реализация части возможностей, характерных для полнофункционального клиента - IBM Notes Browser Plug-in — полнофункциональный клиент IBM Notes, встраиваемый в Mozilla Firefox (версии 23.0 и старше) и MS Internet Explorer (32-битные версии 8, 9 и 10); |

### Текущие версии
Начиная с версии 9.0.0, компания IBM произвела ребрендинг платформы IBM Lotus Notes/Domino, изменив логотип системы и исключив из названия термин «Lotus».

## Возможности и технологии
- Web Retriever — процесс (задача) сервера Domino. Используется для организации централизованного доступа к ресурсам HTTP(S), FTP и Gopher. Предоставляет возможность просмотра веб-ресурсов через клиент IBM Notes по протоколу NotesRPC (TCP порт 1352). HTTP-запросы выполняются на сервере Domino по запросу с клиента, ответы доставляются клиенту Notes в виде документов (записей баз данных) и отображаются средствами IBM Notes или веб-браузером. В результате отсутствует необходимость открытия для пользователей локальной сети IP-портов, необходимых для доступа к данным HTTP и FTP. Большим минусом технологии являются сильно ограниченные возможности по отображению страниц. Входит в стандартную поставку серверов Domino с 1997 года.

## Конкурирующие системы (платформы)
- Microsoft Outlook (в связке с Microsoft Exchange Server, Microsoft SharePoint Server и Microsoft SQL Server) с определёнными оговорками
- EMC² Documentum
- Oracle WebCenter Content
- Novell GroupWise
- Alfresco